# Giuseppe venduto dai suoi fratelli

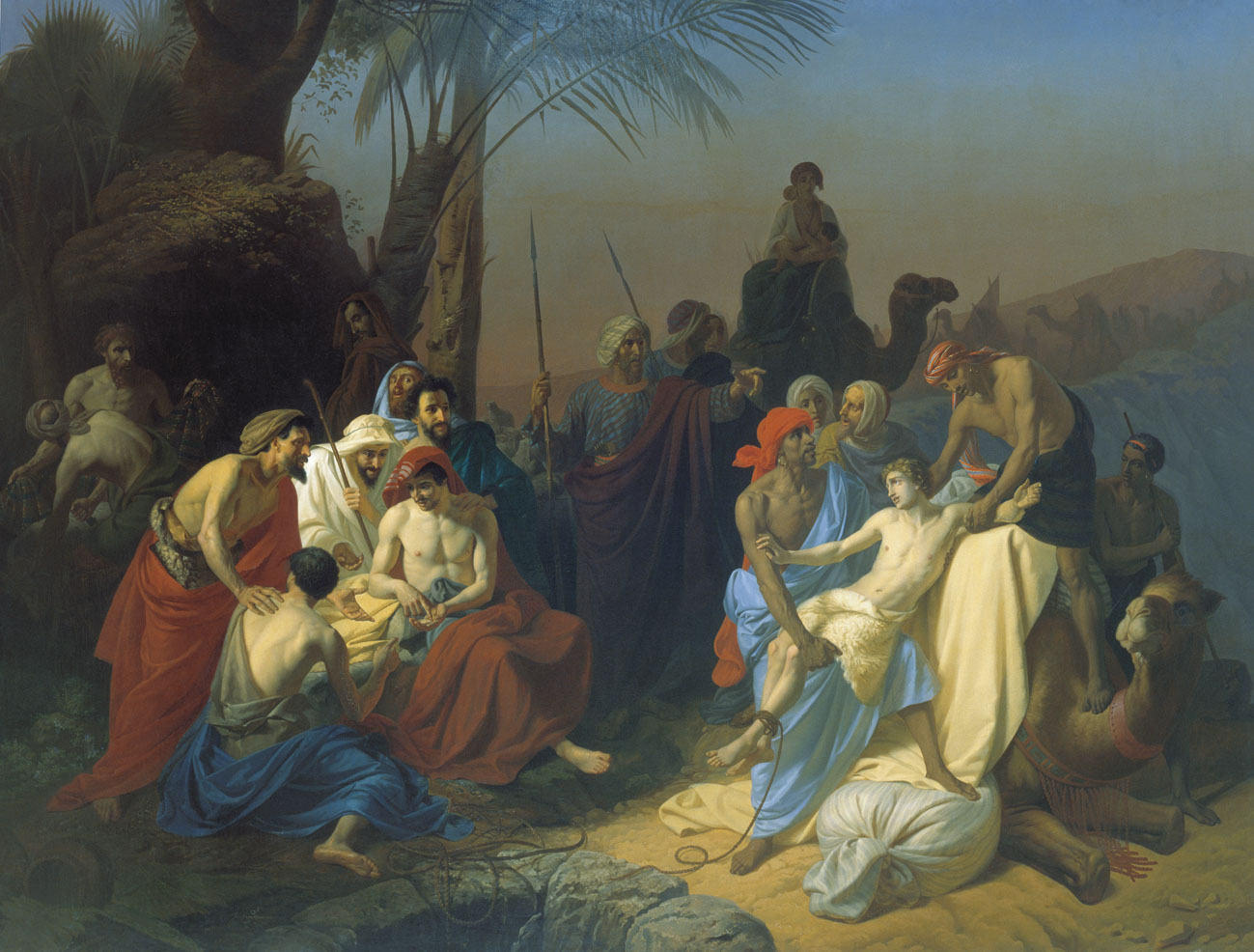
Giuseppe condotto dai mercanti in un quadro del pittore russo Konstantin Dmitrievič Flavickij (1855).

La vendita di Giuseppe (in ebraico מכירת יוסף‎?, mekhirá Yoséf), o Giuseppe venduto dai suoi fratelli, è un episodio biblico tratto dal libro della Genesi.

## Tema
Stabilitosi finalmente nella terra dei suoi antenati, Giacobbe maturò una preferenza accentuata per il suo figlio Giuseppe, il primogenito della sua amata moglie Rachele. Questo trattamento di favore suscitò la gelosia dei suoi fratelli e degli altri figli di Israele che Giuseppe irritava con i suoi sogni di grandezza in cui si vedeva regnare su di loro. Un giorno, quando Giacobbe lo mandò loro incontro, decisero di sbarazzarsene. Ruben e Giuda si opposero tuttavia al suo omicidio e alla fine Giuseppe venne venduto a dei Madianiti che lo portarono in Egitto e lo vendettero a Potifarre, consigliere del faraone e comandante delle guardie. In merito al destino di Giuseppe, nei passi biblici si intrecciano le due tradizioni “elohista” e “jahvista” che danno altri resoconti: in Gen37,25-27 e Gen39,1-2, i fratelli lo venderanno invece a una carovana di Ismaeliti che, giunti in Egitto, a loro volta lo vendono a un egiziano (identificato in Potifarre da un'inserzione redazionale successiva); secondo un'altra variante ancora, i Madianiti lo venderanno, per 20 sicli d'argento, prima ai mercanti Ismaeliti, che lo cederanno poi a Potifarre.
Precisa, infatti, la Bibbia di Gerusalemme come in «Gen37,12-36 si intravedono qui elementi di due tradizioni, elohista e jahvista, che sono state fuse, e la loro duplicità appare soprattutto nella parte finale (vv 18s). Secondo la prima, i figli di “Giacobbe” vogliono uccidere Giuseppe; e Ruben ottiene che lo si getti solo in una cisterna, da dove spera di riprenderlo; ma mercanti Madianiti, passando all'insaputa dei fratelli, prendono Giuseppe e lo portano in Egitto. Per la seconda, i figli di “Israele” vogliono uccidere Giuseppe, ma Giuda propone loro di venderlo piuttosto a una carovana di Ismaeliti in cammino verso l'Egitto»; anche la Bibbia TOB ritiene che «il testo attuale non si spiega se non ammettendo la fusione insieme di due tradizioni. In una (“jahvista”), Giuda salva il ragazzo facendolo vendere a una carovana di Ismaeliti; nell'altra ("elohista"), Ruben ottiene di farlo deporre in una cisterna vuota per poi liberarlo; ma, prima che potesse farlo, alcuni Madianiti lo portano via e Ruben lo crede morto (v. 30; cf 42,22)», mentre «la fine del versetto [28] è un’armonizzazione redazionale, poiché, secondo il v. 36, i Madianiti vendettero Giuseppe direttamente in Egitto» e, in merito a Potifarre, precisano ancora gli stessi studiosi che «Il v. 1 [c. 39] è composito e identifica l'egiziano sposato che aveva comprato Giuseppe dalle mani degli Ismaeliti (racconto "jahvista") con l'eunuco Potifar, che l'aveva invece comprato dai Madianiti (racconto "elohista"). I redattori che unirono insieme le due tradizioni, videro in questo ricco egiziano e nel grande maggiordomo (presso cui erano imprigionati il gran coppiere e il gran panettiere, cf 40,3 "elohista") un unico personaggio. Gli stessi hanno identificato il maggiordomo con il comandante della fortezza dove Giuseppe e gli altri due funzionari finirono prigionieri (cf i doppioni 39,3.23; 39,4b.6). Il resto del brano è “jahvista”», mentre il "Nuovo Grande Commentario Biblico" conferma come «la narrazione ritorna sugli Ismaeliti di 37,29, che ora vendono Giuseppe a un anonimo egiziano. Un'inserzione redazionale lo identifica con Potifar menzionato in 37,36, che è “sovrintendente” o comandante delle guardie, per il quale Giuseppe lavora in prigione».
L'episodio della vendita di Giuseppe segna l'inizio delle sue peripezie, ed è anche il preludio della discesa di Israele in Egitto. Portando al culmine i conflitti familiari delle generazioni precedenti, questo introdusse anche nella Bibbia il tema dei sogni premonitori. Ispirando a lungo le tradizioni ebraiche e cristiane, la sua eterogeneità apparente ha interrogato anche i critici moderni che tentano di discernere i suoi elementi diversi.

## Racconto

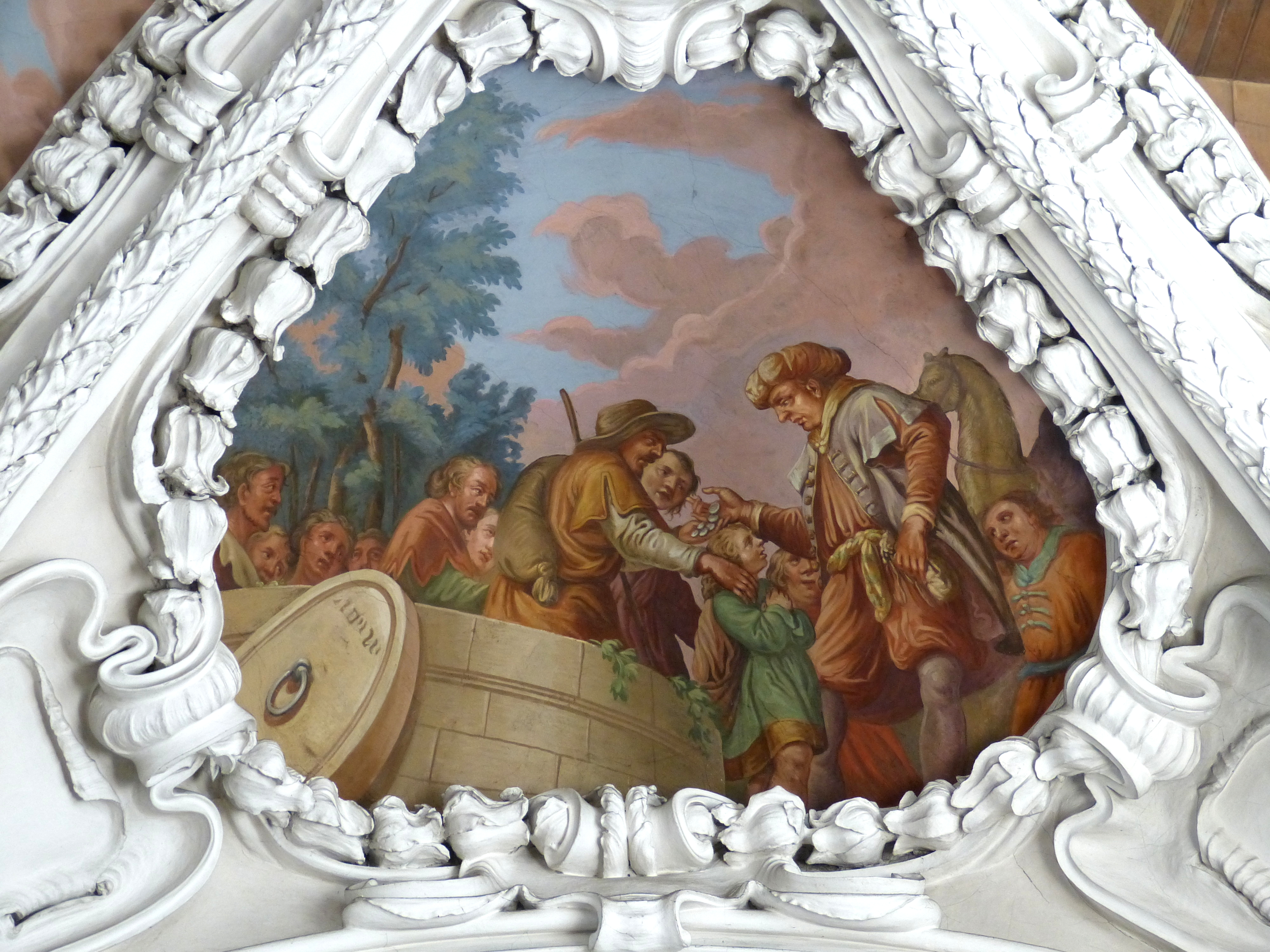
L'episodio raffigurato in un affresco dipinto sul soffitto di una chiesa dell'abbazia di Kremsmünster, in Austria.

Secondo il testo ebraico trasmesso dalla scuola massoretica di Tiberiade, Giacobbe si stabilì nella terra dei suoi antenati. Suo figlio Giuseppe, di diciassette anni, guidava le pecore con i suoi fratelli e raccontava al padre delle calunnie su di loro: Israele, preferendo questo figlio agli altri, gli fece una tunica raggiata. I fratelli lo odiavano e non potevano parlargli pacificamente. (Genesi 37:1-4).
Giuseppe raccontò ai suoi fratelli un sogno nel quale i loro covoni si prostravano dinnanzi al suo; essi lo odiarono di più per i suoi sogni e per le sue parole. In un secondo sogno che raccontò a suo padre e ai suoi fratelli, vide il Sole, la luna e undici stelle prostrarsi dinnanzi a lui: i suoi fratelli divennero più gelosi di lui ma suo padre liquidò la questione dopo averlo rimproverato. (Genesi 37:5-11).
Un giorno, inviato da suo padre a informarsi dei suoi fratelli e del gregge che custodivano a Sichem, Giuseppe non li trovò e venne reindirizzato da un uomo verso Dotan. Vedendo arrivare "l'uomo dei sogni" da lontano, dei fratelli esclamarono: "Orsù, uccidiamolo e gettiamolo in una cisterna! Poi diremo: 'Una bestia feroce l'ha divorato'! Così vedremo che ne sarà dei suoi sogni!" Ruben però li dissuase, suggerendo loro di gettarlo in una cisterna del deserto senza colpirlo perché aveva intenzione di riportarlo da suo padre (Genesi 37:12-22).

### Riferimenti
1. ↑   Gen37,12-36; 39,1-2, su laparola.net.
2. ↑   Alessandro Sacchi, Abramo Isacco e Giacobbe. Padri di ebrei, cristiani e musulmani, Youcanprint, 5 luglio 2017, ISBN 978-88-926-7359-5. URL consultato il 17 maggio 2023.
3. ↑  Bibbia di Gerusalemme, EDB, 2011, pp. 96-97, ISBN 978-88-10-82031-5.
4. ↑  Bibbia TOB, Elle Di Ci Leumann, 1997, pp. 102-103, 106, ISBN 88-01-10612-2.
5. ↑  Raymond E. Brown, Joseph A. Fitzmyer, Roland E. Murphy, Nuovo Grande Commentario Biblico, Queriniana, 2002, pp. 47-49, ISBN 88-399-0054-3.
6. ↑   Elias Kopciowski, Invito alla lettura della Torà, Casa Editrice Giuntina, 1998, ISBN 978-88-8057-056-1. URL consultato il 17 maggio 2023.